# I tre che sconvolsero il West (Vado, vedo e sparo)
I tre che sconvolsero il West (Vado, vedo e sparo) è un film del 1968 diretto da Enzo G. Castellari.

## Trama
Kean vuole impadronirsi di una grossa somma nascosta in una diligenza. Un bandito gli rovina il colpo e Clay Watson è sulle tracce del malloppo.